# Swiss Vapeur Parc

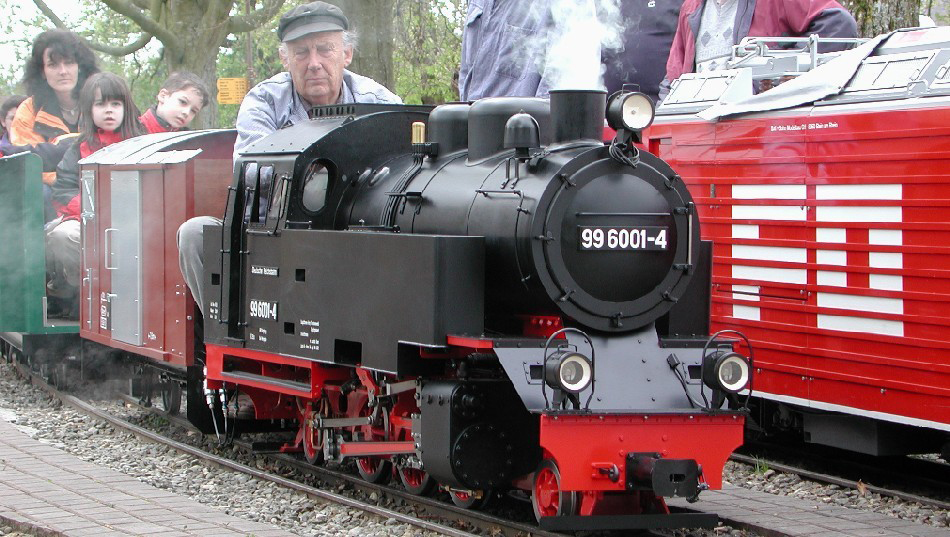
Una locotender del parco

Lo Swiss Vapeur Parc  è un parco tematico a carattere ferroviario della Svizzera sito in Le Bouveret, sulla sponda sud orientale del lago Lemano.
Il parco è costituito da un impianto ferroviario in miniatura in cui circolano veri treni a vapore in scala 1:3. Venne aperto al pubblico il 6 giugno del 1989 nel corso di un festival internazionale del vapore con treni realmente funzionanti con trazione a vapore. La superficie del parco occupava, all'apertura, una superficie di 9.000 m² ma nel corso del 2007 questa è stata portata a ben 17.000 m².
La dotazione di locomotive a vapore era, nel 1989, di 2 unità di cui solo una realmente mossa da motore a vapore. Nel 2007 il numero di unità a vapore ha raggiunto il numero di nove mentre sono state incrementate anche le unità con motore termico. Il 31 marzo del 2007 il parco era stato visitato da 2.126.000 persone.
Nel mese di giugno di ogni anno il parco ospita l'International Steam Festival.